# 55 Broadway
55 Broadway è un edificio classificato Grade I vicino al St James Park a Londra. Quando venne costruito era l'edificio per uffici più alto della città. Nel 1931 l'edificio valse all'architetto Charles Holden la RIBA London Architecture Medal. Nel 2020 è stato annunciato che sarà convertito in un hotel di lusso.

## Storia
Venne progettato da Charles Holden e costruito tra il 1927 e il 1929 come nuova sede della Underground Electric Railways Company of London (UERL), il principale precursore della Metropolitana di Londra. La London Transport ha occupato l'edificio dal 1933 al 1984, seguita dai suoi successori London Regional Transport 1984-2000 e Transport for London 2000-2020. Quest'ultima ha lasciato l'edificio nel 2020.

## Descrizione
Rivestito in pietra di Portland e realizzato su una base irregolare, i piani superiori dell'edificio sono su una pianta cruciforme, arretrando verso la torre dell'orologio centrale in alto. Il design a croce ha offerto agli uffici il livello ottimale di luce naturale. Il piano terra ora contiene una galleria di negozi e presenta molti dettagli art déco. In precedenza, il piano terra era destinato anche agli uffici dei trasporti londinesi, tra cui un centro informazioni di viaggio, un ufficio cassa e una biblioteca. L'intero edificio si trova a cavallo della stazione della metropolitana di St. James's Park e le ali est e ovest sono immediatamente sopra il tunnel ferroviario. Una volta terminato, era l'edificio per uffici con struttura in acciaio più alto di Londra, fino alla costruzione di un altro edificio di Holden, la Senate House dell'Università di Londra (basata su progetti e materiali simili).
Su ogni prospetto, il frontone sopra il sesto piano è decorato con un rilievo, noto collettivamente come "i quattro venti", sebbene i quattro punti cardinali siano ripetuti due volte per un totale di otto rilievi. Ogni rilievo è stato scolpito da uno scultore d'avanguardia dell'epoca.
A metà strada lungo le facciate nord ed est ci sono una coppia di sculture abbinate, Giorno e Notte di Jacob Epstein. Il modernismo e la nudità grafica di queste sculture crearono indignazione pubblica al momento della loro inaugurazione. I giornali avviarono una campagna per far rimuovere le statue e un direttore dell'azienda, Lord Colwyn, si offrì di pagare il costo dell'operazione. Frank Pick, all'epoca amministratore delegato dell'UERL, si assunse la responsabilità generale e offrì le sue dimissioni per lo scandalo. Alla fine, Epstein accettò di rimuovere il pene della figura più piccola del Giorno e alla fine il furore si placò.
La sala riunioni al decimo piano dell'edificio era precedentemente allestita come sala da pranzo per il presidente e gli alti dirigenti. A questo livello ci sono anche quattro giardini pensili, uno dei quali è stato dedicato alla moglie di un ex amministratore delegato in riconoscimento del suo entusiasmo nell'incoraggiare questa prima forma di lavoro ambientale.
L'edificio, classificato per la prima volta come Grado II nel 1970, è stato aggiornato al Grado I nel 2011.
Nel 2013, è stato annunciato che 55 Broadway sarebbe stato convertito in appartamenti di lusso, dopo che la metropolitana di Londra, nel 2015, ha trasferito le operazioni dall'edificio alla sua nuova sede nell'Olympic Park a Stratford. Nel maggio 2014 è stato annunciato che gli architetti, TateHindle, avrebbero guidato la riqualificazione e, nel giugno 2015, è stato concesso il permesso di costruzione. Tuttavia la costruzione non è stata avviata e il permesso è scaduto nel giugno 2018.
Nel settembre 2019, Transport for London ha venduto un contratto di locazione a lungo termine della proprietà per 120 milioni di sterline a Integrity International Group, fondato da Tony Matharu.
Nel maggio 2020 è stato annunciato che Blue Orchid Hotels, una sussidiaria di Integrity International, avrebbe convertito la struttura in un hotel di lusso.

## Opera d'arte
- Giorno e Notte, Jacob Epstein
- Vento del Nord, Alfred Gerrard
- Vento del Nord, Eric Gill
- Vento dell'Est, Eric Gill
- Vento dell'Est, Allan G. Wyon
- Vento del sud, Eric Gill
- Vento del sud, Eric Aumonier
- Vento dell'Ovest, Samuel Rabinovitch
- Vento dell'Ovest, Henry Moore

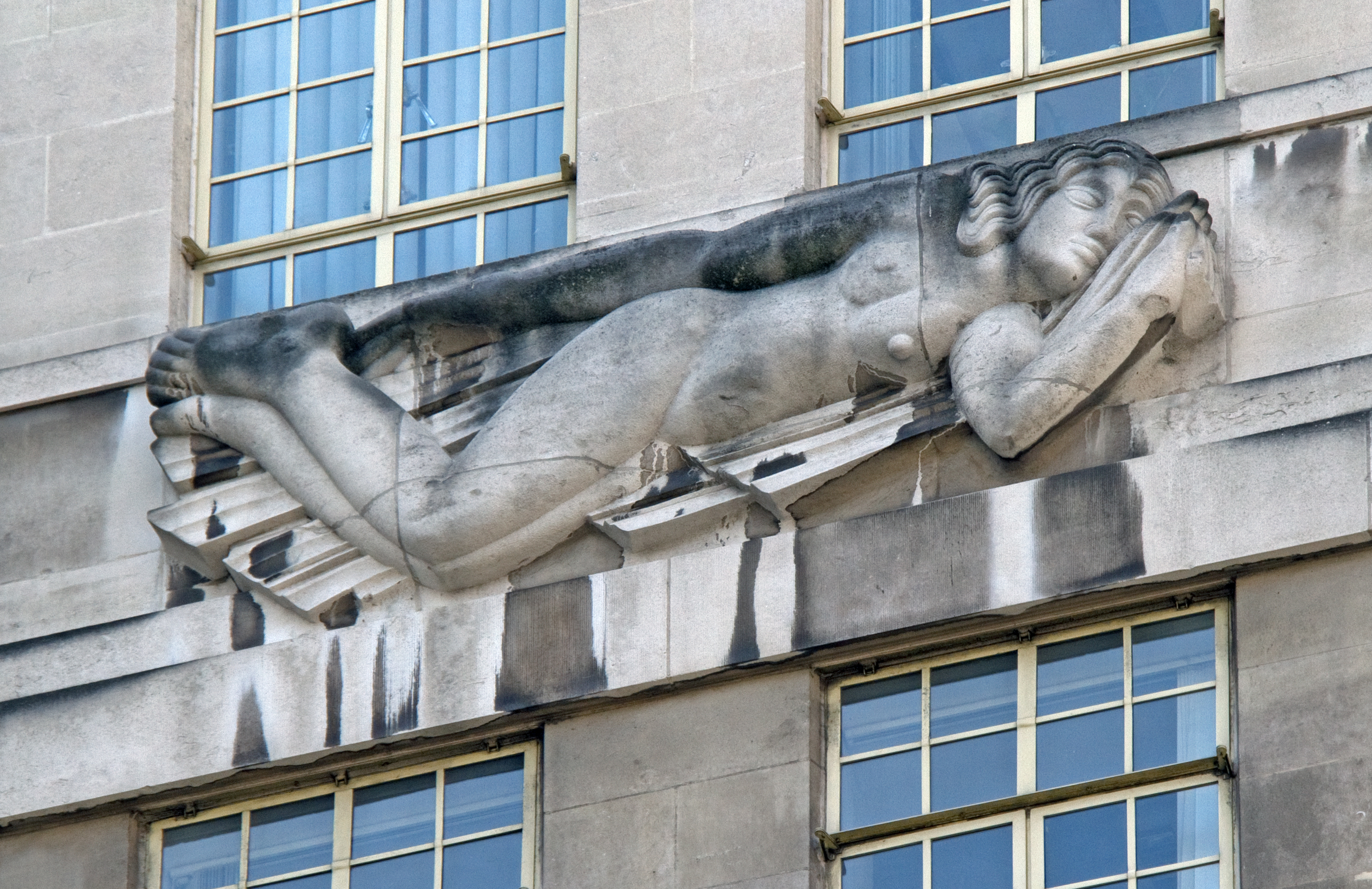
Vento del sud di Eric Gill
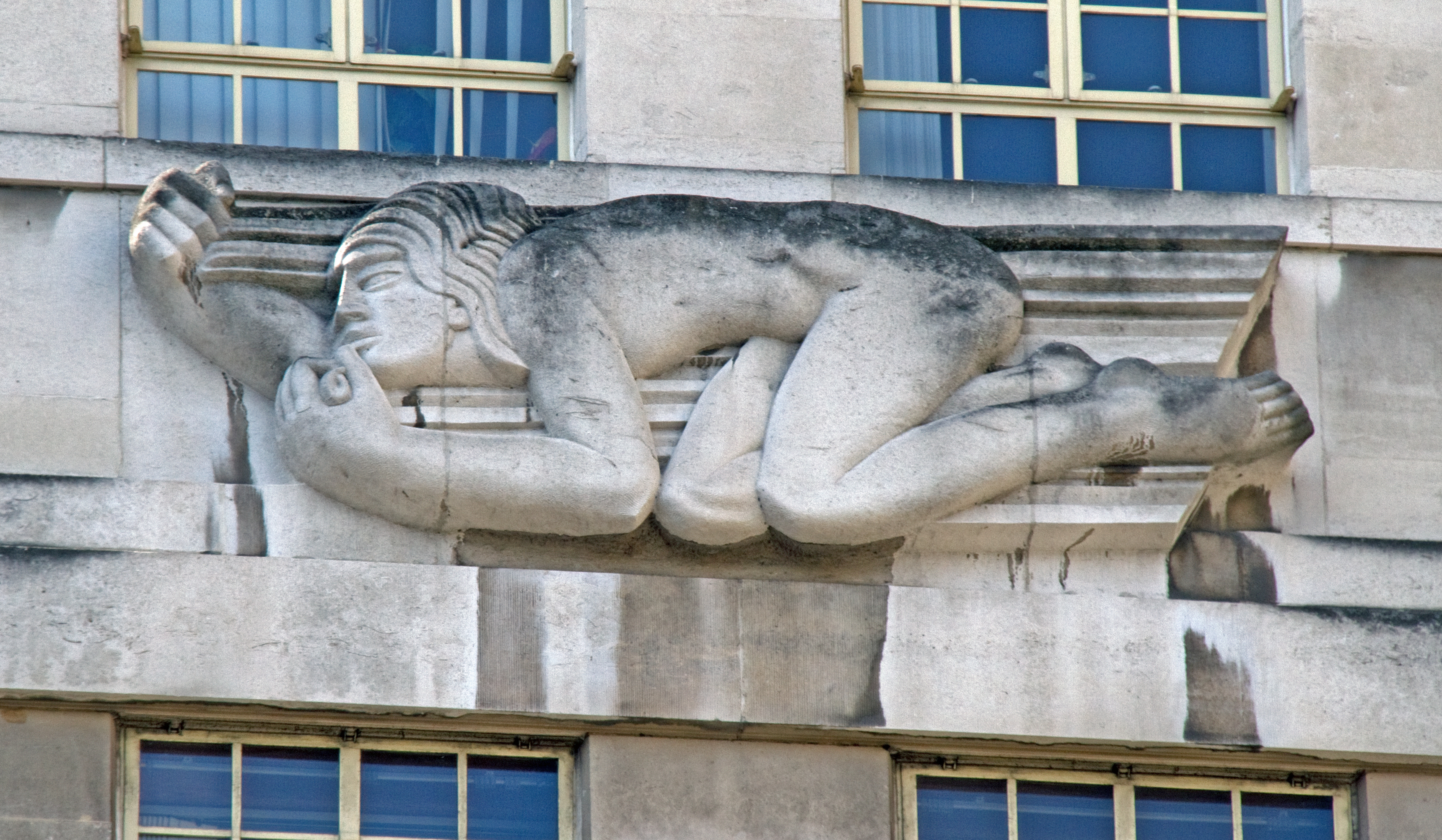
Vento del nord di Eric Gill
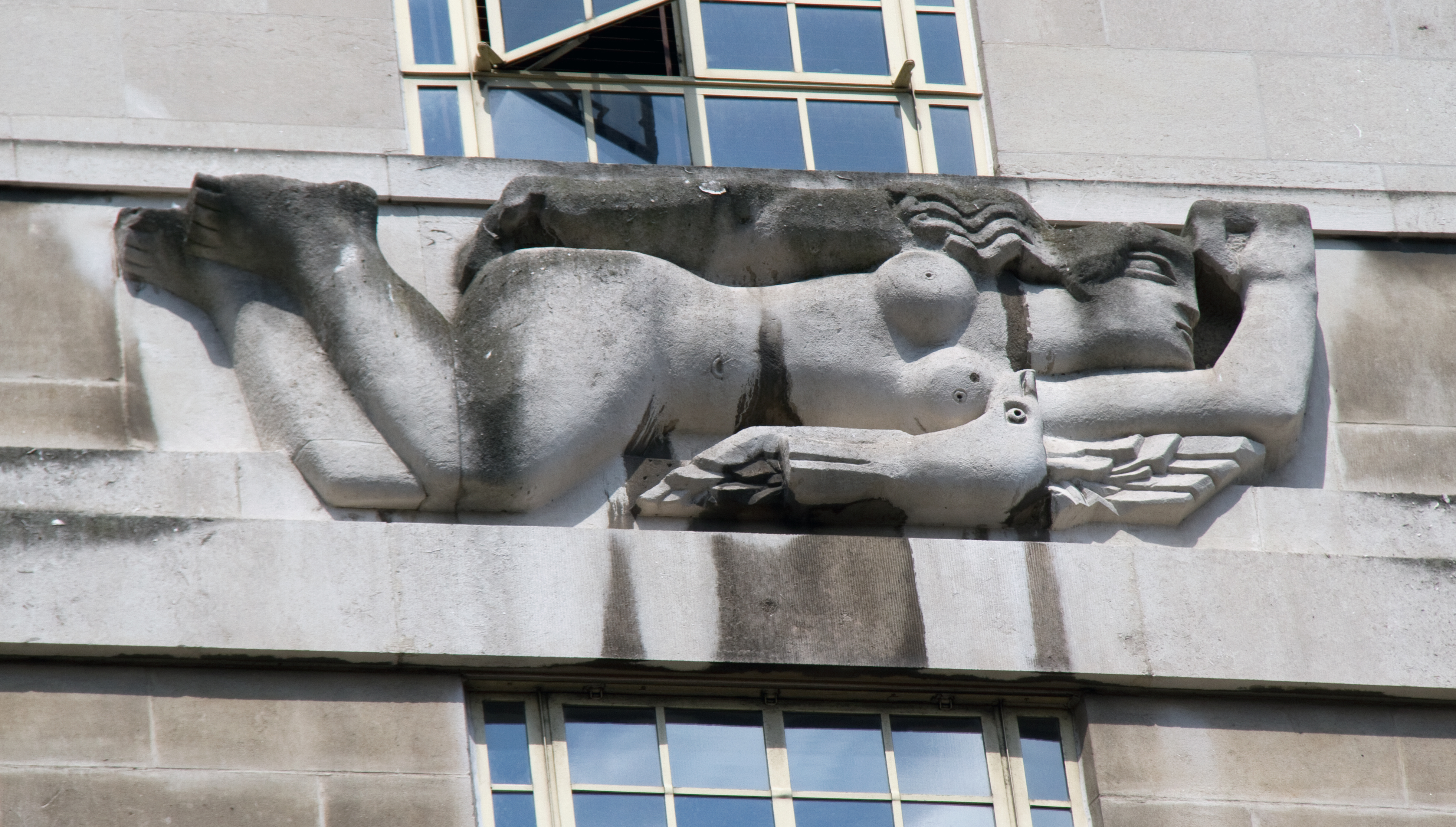
Vento dell'Ovest di Samuel Rabinovitch
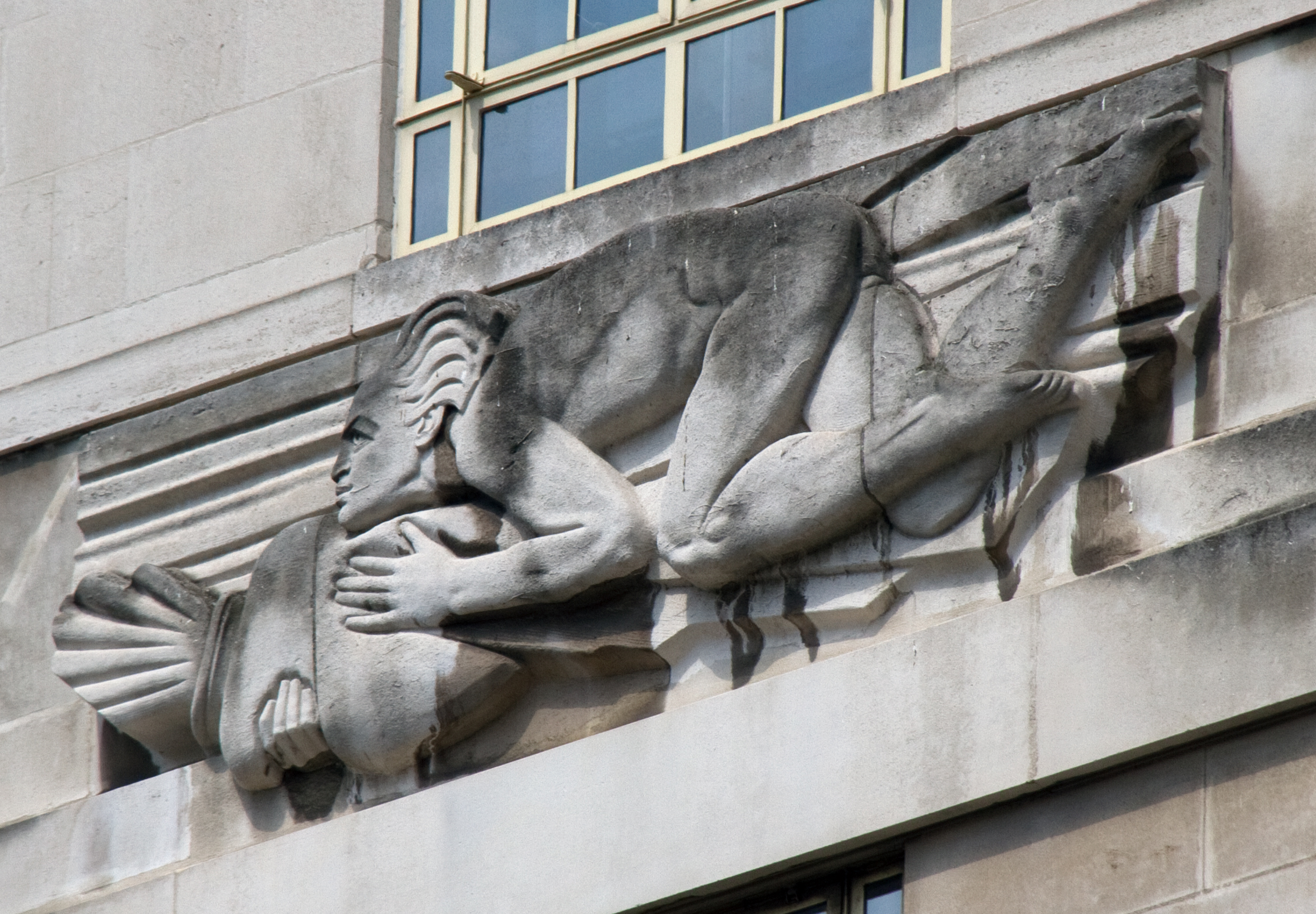
Vento dell'Est di Allan G. Wyon